# 功夫熊貓感恩節特輯
《功夫熊貓感恩節特輯》（英語：Kung Fu Panda Holiday）是2010年獲得數個安妮獎獎項的電視動畫片，並在2010年11月24日於國家廣播公司首次播映。主要的配音員有傑克·布萊克、德斯汀·荷夫曼、安吉丽娜·朱莉、塞斯·羅根、劉玉玲、David Cross、成龍、James Hong和Jack McBrayer。

## 角色
- 傑克·布萊克 配音 阿波/Po（香港TVB：陳卓智）
- 德斯汀·荷夫曼 配音 師傅（香港TVB：張炳強）
- 安吉丽娜·朱莉 配音 悍嬌虎（香港TVB：陸惠玲）
- 成龍 配音 金猴（香港TVB：劉奕希）
- 塞斯·羅根 配音 快螳螂（香港TVB：李致林）
- 劉玉玲 配音 灵蛇（香港TVB：張頌欣）
- David Cross as 仙鹤（香港TVB：曹啟謙）
- James Hong as Mr. Ping（香港TVB：朱子聰）
- Jack McBrayer as Wo Hop
- 丹·富勒 as Zeng
- Jonathan Groff as Master Rhino
- Conrad Vernon as the Boar
- Tom Owens as Dream Bunny and Panicked Pig
- Susan Fitzer as Shop Owner/Baby Bunny/Host Goose
- Mick Wingert as Goose Attendant/Pig Tailor
- Stephen Kearin as Father/Village Bunny
- Lena Golia as Little Bunny

## 香港播放
此片在香港引進時以《功夫熊貓冬至賀團圓》作為名稱於2012年12月9日（星期日）在無綫電視明珠台20:00-20:35播出。

## 外部連結
- 互联网电影数据库（IMDb）上《功夫熊貓感恩節特輯》的资料（英文）
- 爛番茄上《功夫熊貓感恩節特輯》的資料（英文）